# كلية الحقوق والعلوم السياسية بتونس
كلية الحقوق والعلوم السياسية بتونس قديما كلية الحقوق والعلوم الاقتصادية والسياسية بتونس هي كلية تابعة لجامعة تونس المنار تأسست سنة 1960. عميد الكلية هو مصطفى بن لطيف وهو قطب اكاديمي معروف من ناحية الدراسات القانونية تستوعب الكلية عددا من الطلبة مقسمين بين فروعها يقدرون بنحو6000 طالب

## التاريخ
تأسست الكلية سنة 1960 وكان اسمها كلية الحقوق والعلوم الاقتصادية والسياسية بتونس، وكانت تضم قسمين: قسم القانون التونسي وقسم القانون الفرنسي، وذلك حتى أكتوبر 1970 أين تم حذف قسم القانون الفرنسي. في 1971، تم دمج المدرسة العليا للحقوق في هذه الكلية.

سابقا، كانت الجماعة تقدم شهادة الأستاذية بعد استكمال أربعة سنوات من الدراسة في القانون العام أو القانون الخاص في قسم القانون، وفي العلوم الاقتصادية أو في التصرف في قسم الاقتصاد. يمكن للمتحصلين على الأستاذية مواصلة الدراسة لمدة عامين للحصول على شهادة الدراسات المعمقة في القانون العام أو القانون الخاص أو العلوم الجنائية، أو في العلوم الاقتصادية أو التصرف.

في أكتوبر 1986، وقع فصل الكلية لكليتين، واحدة للعلوم القانونية والسياسية، وأخرى للعلوم الاقتصادية والتصرف.

ولدت إذا كلية الحقوق والعلوم السياسية بتونس من هذا الفصل، وكانت في البداية تتبع جامعة تونس، ثم أصبحت تتبع جامعة تونس المنار منذ 1989. في نفس السنة، تم تعويض شهادة الأستاذية بشهادة الإجازة.

منذ سبتمبر 2006، بدأ تطبيق نظام أل أم دي (الإجازة، ماجستير، دكتوراه)، أين تدوم الإجازة 6 سداسيات (3 سنوات) والماجستير 4 سداسيات (سنتين) والدكتوراه ثلاثة سنوات.

أحدثت مدرسة الدكتوراه التابعة للكلية في 2009 بقرار صادر عن وزير التعليم العالي والبحث العلمي الأزهر بوعوني بتاريخ 25 فبراير 2009.

## الشهائد
تقدم الكلية شهائد من الإجازة والماجسير والدكتوراه.

## مكونات الكلية

### الأقسام
تتكون الكلية من أربعة أقسام جامعية وهي:
- قسم القانون الخاص.
- قسم العلوم الجنائية.
- قسم القانون العام.
- قسم العلوم السياسية.

### المباني
تتكون الكلية من سبع مدرجات بأحجام مختلفة، اثنين بطاقة استيعاب كبرى لحوالي 1000شخص والبقية تسع لما يقارب 400 طالب. ويوجد بالكلية مبني مخصص للدراسات المسيرة بني حديثا ومبنى مخصص للإدارة.إلا أنه رغم مكانة الكلية المرموقة في الساحة الجامعية فإنه تبقي هذه المباني ذا ملكية مشتركة بينها وبين كلية العلوم الاقتصادية والتصرف ولعل ذلك يعود لتلاصق الكليتين وتجاورهما أولا ثم أنهما كانا سابقا كلية واحدة. إنطلقت في سنة 2016 أشغال إعادة هيكلة للكلية والمباني التي بها وهي مازالت مستمرة ليومنا هذا .

## العمداء
| - 1968 - 1971: الشاذلي العياري - 1971 - 1977: الصادق بلعيد - 1977 - 1979: عبد العزيز بن ضياء - 1979 - 1985: المنصف بن سلامة - 1985 - 1988: الأزهر بوعوني - 1988 - 1990: حافظ بن صالح - 1990 - 1992: محمد الحبيب سليم |  | - 1993 - 1995: عز الدين بوصلاح - 1995 - 2002: محمد رضا بن حماد - 2002 - 2005: شفيق سعيد - 2005 - 2008: الهادي بن مراد - 2008 - 2014: لطفي المشيشي - 2014 - 2015: فرحات الحرشاني - 2015 -2020 : سامي البوسطنجي - 2020 - الآن : مصطفى بن لطيف |  |

## طلبة قدامى
- أحمد إينوبلي، محامي وسياسي.
- البشير التكاري، سياسي ورجل قانون.
- نور الدين البحيري، محامي وسياسي.
- فاطمة الرياحي، مدونة.
- سامية عبو، محامية وسياسية.
- قيس سعيد، أستاذ قانون دستوري.
- شوقي طبيب، محامي ورئيس الهيئة الوطنية لمكافحة الفساد.
- شفيق صرصار، جامعي ورئيس الهيئة العليا المستقلة للانتخابات.
- فرحات الحرشاني، جامعي وسياسي.
- بشرى بلحاج حميدة، محامية وسياسية.
- محمد علي القنزوعي، سياسي وقيادي أمني.
- الحبيب خضر، محامي وسياسي.
- عبدالله التاه ، خبير قانوني دولي.

## أساتذة بارزون
يوجد أسفله البعض من أبرز أساتدة هذه الكلية السابقون أو الحاليون:
- نذير بن عمو، سياسي ورجل قانون.
- سمير الطيب، سياسي.
- الأزهر بوعوني، سياسي ودبلوماسي ورجل قانون.
- قيس سعيد، أستاذ قانون دستوري.
- فرحات الحرشاني، جامعي وسياسي.
- حافظ بن صالح، محامي وسياسي.

## مقالات ذات صلة
- جامعة تونس
- جامعة تونس المنار
- كلية العلوم القانونية والسياسية والاجتماعية بتونس

## روابط خارجية
- الموقع الرسمي.